# Baek Ji-won
Baek Ji-won (en hangul, 백지원; nacida el 30 de abril de 1973) es una actriz surcoreana. Es conocida por su papel en la serie de televisión Once Again (2020), además de los que tuvo en la película Solace (2007) y las series The Fiery Priest (2019) y Do You Like Brahms? (2020).

## Carrera
Se graduó en Horticultura en la Universidad de Kyung Hee.
Hizo su debut como actriz de teatro en 1996, en la obra My father got cancer. Desde entonces ha estado activa frecuentemente en el escenario; es miembro libre de la compañía de teatro Yeonwoo Stage. Debutó en televisión en 2012 con un pequeño papel en How Long I've Kissed, pero su primer papel de relieve en este medio fue el de la secretaria del rey en Secret Affair; un año después destacó también en Heard It Through the Grapevine y en I Have a Lover.

## Filmografía

### Cine
| Año  | Título                    | Papel              | Notas | Ref.        |
| ---- | ------------------------- | ------------------ | ----- | ----------- |
| 2003 | If You Were Me            |                    |       | [ 7 ]       |
| 2006 | Solace                    | Sim In-sook        |       | [ 7 ]       |
| 2007 | Attack on the Pin-Up Boys |                    |       | [ 7 ]       |
| 2011 | The Apprehenders          | Trabajadora social |       | [ 7 ]       |
| 2013 | Montage                   | Detective          |       | [ 7 ]       |
| 2014 | Han Gong-ju               | Jefa de enfermeras |       | [ 7 ]       |
| 2017 | The Poet and the Boy      | Teok Joo-ga-ri     |       | [ 7 ]       |
| 2018 | In Between Seasons        | Sook-jung          |       | [ 7 ]       |
| 2019 | Family Affair             |                    |       | [ 7 ]       |
| 2023 | Dream                     | Sun-ja             |       | [ 8 ] [ 9 ] |

### Series de televisión
| Año     | Título                                 | Papel                                      | Notas                     | Ref.          |
| ------- | -------------------------------------- | ------------------------------------------ | ------------------------- | ------------- |
| 2012    | How Long I've Kissed                   |                                            |                           | [ 6 ]         |
| 2014    | Secret Affair                          | Wang Jeong-hee                             |                           | [ 5 ]         |
| 2015    | Heard It Through the Grapevine         | Yoo Shin-young                             |                           | [ 5 ]         |
| 2015    | I Have a Lover                         | Choi Jin-ri                                |                           | [ 10 ]        |
| 2015    | The Family is Coming                   | Choi Dal-ja                                |                           |               |
| 2016    | Beautiful Mind                         | Mujer de paciente con glioblastoma         | Ep. 6                     |               |
| 2017    | Woman with a Suitcase                  |                                            |                           |               |
| 2017    | Lucky Romance                          |                                            |                           |               |
| 2017    | Reunited Worlds                        | Landlord                                   |                           |               |
| 2017    | My Golden Life                         | Soon-Ok Cho                                |                           |               |
| 2017    | Mad Dog                                | Oh Seo-ra                                  |                           |               |
| 2017    | Fight for My Way                       |                                            |                           |               |
| 2017    | Super Family                           | Profesora de educación sexual              |                           |               |
| 2017    | Innocent Defendant                     | Tía de Eun-hye                             |                           |               |
| 2018    | About Time                             | Esposa                                     | Ep.1                      |               |
| 2018    | The Undateables                        | Bong Sun-hwa                               |                           | [ 11 ]        |
| 2018    | Your Honor                             | Cha Hong-ran                               |                           |               |
| 2018    | Lawless Lawyer                         |                                            |                           |               |
| 2019    | Encounter                              | Joo Yeon-ja                                |                           | [ 12 ] [ 13 ] |
| 2019    | My Fellow Citizens!                    | Park Jin-hee                               |                           | [ 14 ]        |
| 2019    | Everything and Nothing                 | Doctora                                    | Ep.1                      |               |
| 2019    | The Fiery Priest                       | Kim In-kyung                               |                           | [ 15 ]        |
| 2019    | Trap                                   | Ms. Joe                                    |                           |               |
| 2019    | Be Melodramatic                        | Jung Hye-jung                              |                           | [ 16 ] [ 17 ] |
| 2019    | Miss Lee                               | Choi Young-ja                              |                           | [ 16 ]        |
| 2019    | Drama Special - Understanding Dance    | Tony                                       | Temporada 10, ep. 7       |               |
| 2020    | Tell Me What You Saw                   | Kim Na-hee                                 | Ep. 6-8 - abogada         |               |
| 2020    | Once Again                             | Jang Ok-ja                                 |                           | [ 18 ]        |
| 2020    | How to Buy a Friend                    | Oh Jung-hee                                |                           | [ 19 ]        |
| 2020    | Mystic Pop-up Bar                      | Mrs. Andong                                | Ep. 2                     |               |
| 2020    | Awaken                                 | Lee Taek-jo                                |                           |               |
| 2020    | Do You Like Brahms?                    | Lee Soo-kyung                              |                           |               |
| 2021    | Racket Boys                            | Shin Song-hee                              |                           | [ 20 ]        |
| 2021    | Sell Your Haunted House                | Lee Eun-hye                                |                           |               |
| 2021    | The Road: Tragedy of One               | Kwon Yeo-jin                               |                           | [ 21 ]        |
| 2021    | Un amor loco                           | Kim In-ja                                  | Serie web                 | [ 22 ]        |
| 2021    | Drama Special – Scenery of Pain        | Yoon Kwang-sook                            | Temporada 12, ep. 3       | [ 23 ]        |
| 2021    | Melancholia                            | Min Hee-seung                              |                           | [ 2 ]         |
| 2021-22 | Snowdrop                               | Choi Mi-hye                                |                           | [ 2 ]         |
| 2022    | Woo, una abogada extraordinaria        | Han Sun-young                              |                           | [ 24 ]        |
| 2022    | Anna                                   | Madre de Hyun-joo                          | Serie web                 | [ 25 ]        |
| 2022    | Cheer Up                               | Hwang Jin-hee                              |                           | [ 26 ]        |
| 2022    | Érase un amor rural                    | Choi Se-ryun                               | Serie web                 | [ 27 ]        |
| 2023    | El tranvía                             | Clienta del taller de reparación de libros | Ep. 9                     |               |
| 2023    | Race                                   | Kim Hee-young                              | Serie web                 | [ 28 ] [ 29 ] |
| 2024    | Nugget de pollo                        | Madre de Tae-man y Tae-young               | Serie web, ep. 4-5        |               |
| 2024    | Connection                             | CEO Yoon                                   |                           | [ 30 ]        |
| 2024    | Lee, el agente de libertad condicional | Choi Hwa-ran                               |                           | [ 31 ] [ 32 ] |
| 2025    | Si las estrellas hablaran              | Adivina                                    | Aparición especial, ep. 5 | [ 33 ] [ 34 ] |
| 2025    | Kick Kick Kick Kick                    | Baek Ji-won                                |                           | [ 35 ] [ 36 ] |
| 2025    | Si la vida te da mandarinas...         | Hong Kyung-ja, una haenyeo                 |                           | [ 37 ] [ 38 ] |

## Premios y nominaciones
| Año  | Premios                | Categoría                                                 | Papel                                 | Resultado | Ref.          |
| ---- | ---------------------- | --------------------------------------------------------- | ------------------------------------- | --------- | ------------- |
| 2019 | Premios SBS Drama      | Mejor equipo de apoyo                                     | The Fiery Priest                      | Ganadora  | [ 39 ]        |
| 2019 | Premios SBS Drama      | Premio a la excelencia, actriz en serie de media duración | The Fiery Priest                      | Nominada  | [ 39 ]        |
| 2020 | Premios KBS Drama      | Mejor actriz de reparto                                   | How to Buy a Friend, Once Again       | Nominada  | [ 40 ]        |
| 2022 | 8.os Premios APAN Star | Mejor actriz                                              | Woo, una abogada extraordinaria, Anna | Ganadora  | [ 41 ] [ 42 ] |